# Phoebe Hessel

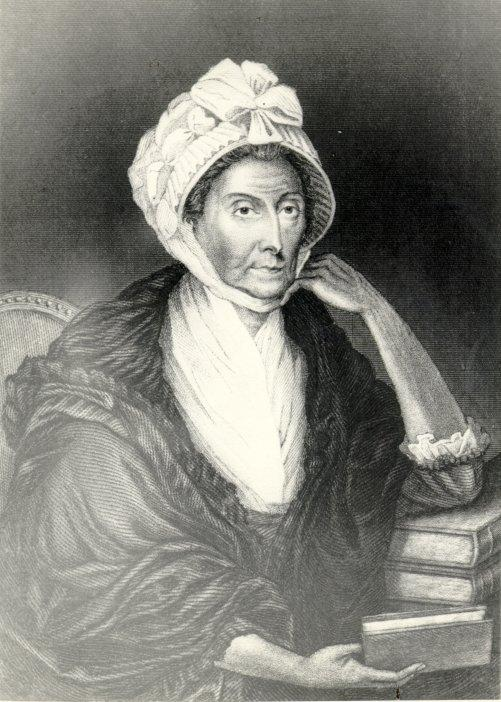
Phoebe Hessel, retrato de hacia 1800

Phoebe Hessel (de soltera, Smith; marzo de 1713-12 de diciembre de 1821) fue una mujer inglesa conocida por haberse disfrazado de hombre para servir en el Ejército británico, probablemente para estar con su amante, Samuel Golding.

## Biografía
Phoebe Hessel nació como Phoebe Smith, en Stepney, y fue bautizada en la iglesia local, St Dunstan's, el 13 de abril de 1713. Algunas fuentes indican que su padre era un soldado que al quedar viudo la llevó con él cuándo era niña, vistiéndola de niño y tocando el pífano y el tambor para la compañía. Se alistó en el Regimiento n.º 5 de Infantería disfrazada de hombre para servir junto a su amante soldado, y juntos sirvieron en las Indias Occidentales y Gibraltar. Ambos permanecieron en el Ejército británico más de diez años, y lucharon y fueron heridos en la Batalla de Fontenoy en 1745. Finalmente, ella reveló su verdadero género a la mujer del coronel del regimiento, y ambos fueron dados de alta del ejército y se casaron. Según un sargento del regimiento, su género se reveló cuándo ella fue desnudada para ser azotada, a lo que comentó: "Golpea y Maldita sea!" No recibió ningún castigo, pero tuvo que pagar su salario como cualquier otro soldado.
El matrimonio vivió en Plymouth, donde  tuvieron nueve hijos, de los que ocho murieron en la infancia, y el noveno falleció joven en el mar. 
Después de que Golding murió, ella se trasladó a Brighton donde se casó con un pescador, Thomas Hessel. Cuando él murió ella tenía ochenta años y se mantuvo vendiendo pescado en Brighton y sus alrededores; su testimonio fue fundamental para asegurar la condena y ejecución del salteador de caminos James Rooke.
Muy anciana, vendía pequeños artículos, como naranjas y pan de jengibre, en una esquina de la calle cerca del Pabellón Real de Brighton. Se hizo muy conocida en la ciudad, tanto por su gran longevidad como por sus inusuales experiencias militares. Al final fue forzada a ingresar en un asilo, pero le fue concedida en 1808 una pensión de media guinea por semana por el Príncipe Regente. Asistió al desfile de su coronación en Brighton en enero de 1820. Tenía ciento ocho años cuando murió casi dos años después. Fue enterrada en el cementerio de la Iglesia de St. Nicholas, Brighton.
A veces se la mencionaba como "La amazona de Stepney"; una Amazon Street y una Hessel Street (ambas calles nombradas en su honor) todavía existen hoy en Stepney (actualmente parte del London Borough of Tower Hamlets).

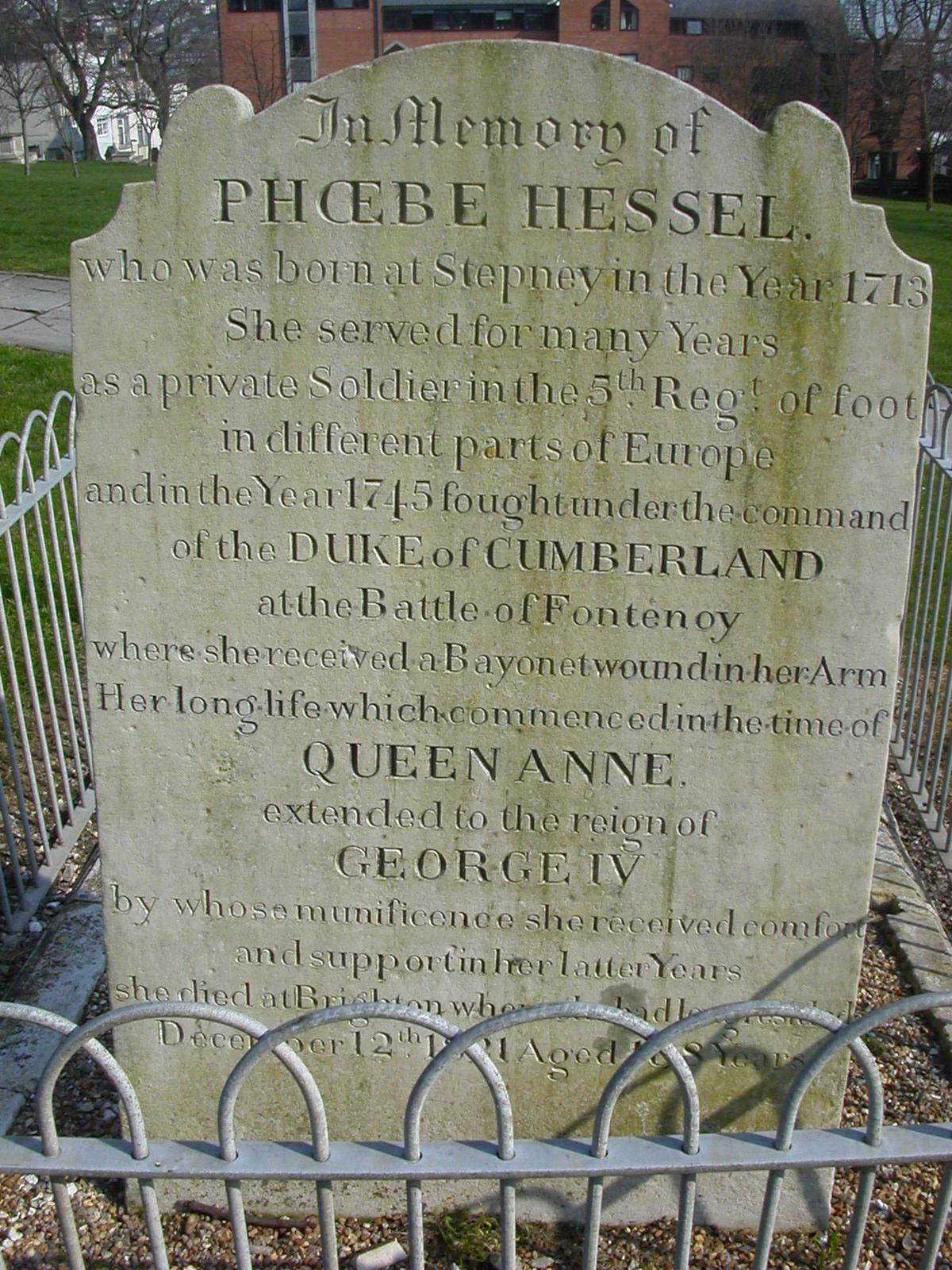
Lápida de Phoebe Hessel.